# Ingall
Ingall este o comună rurală din departamentul Tchirozerine, regiunea Agadez, Niger, cu o populație de 30.060 de locuitori (2001).